# Vučipolje (Hrvace)
Vučipolje is een plaats in de gemeente Hrvace in de Kroatische provincie Split-Dalmatië. De plaats telt 113 inwoners (2001).